# Instituto Suizo de Bioinformática
El Instituto Suizo de Bioinformática (English: Swiss Institute of Bioinformatics, SIB) es una fundación académica sin fines de lucro que federa las actividades de la bioinformática en toda Suiza. El SIB se estableció el 30 de marzo de 1998. Su misión es proveer recursos bioinformáticos a la comunidad de investigación de las ciencias de la vida nacional e internacional, en campos como la genómica, la proteómica y la biología de los sistemas, y dirigir y coordinar el campo de la bioinformática en Suiza. En particular, el SIB promueve la investigación, el desarrollo de bancos de datos y las tecnologías informáticas, y participa en las actividades de enseñanza y de servicios.
Los grupos de investigación del SIB están localizados en Ginebra, Lausana, Zúrich, Berna, Basilea, Friburgo y Lugano.
Mantiene varias bases de datos biológicas, incluyendo Swiss-Prot. El servidor Expasy, con mirrors en varios países alrededor del mundo, está dedicado al análisis de la secuencia proteica así como a la estructura bidimensional de estas.
El primer director del instituto fue Victor Jongeneel, quien fue seguido entre 2001 y septiembre de 2007 por Ernest Feytmans.
Desde julio de 2018, el instituto está dirigido por Christine Durinx y Ron Appel.